# Nélie Jacquemart
Pour les articles homonymes, voir Jacquemart (homonymie).
Nélie Jacquemart née le 25 juillet 1841 à Paris où elle est morte le 15 mai 1912 est une peintre, collectionneuse d'œuvres d'art et mécène française.
Issue d’un milieu modeste, Nélie Jacquemart est dès son enfance protégée et prise en charge par Mme de Vatry qui va la mettre à la peinture. Elle va rapidement y montrer des qualités et réussir à les exprimer à une époque où être femme et peintre ne va pas de soi. Elle va pourtant réussir à obtenir trois années de suite la médaille du Salon de Paris. À partir de 1870, c’est une portraitiste recherchée, qui vit de son art et voit devant son chevalet s’asseoir quelques grandes figures de l’époque comme Adolphe Thiers.
En 1881, elle épouse Édouard André qui la fait accéder à la bourgeoisie. Elle abandonne la peinture pour une vie mondaine et va partager une passion : collectionner les œuvres d’art. À sa mort, elle lègue l'ensemble de ses biens, œuvres et propriétés à l’Institut de France, ce qui permet la création à Paris du musée Jacquemart-André, et dans l'Oise du musée situé dans les restes de l'ancienne abbaye de Chaalis.

## Biographie

### Enfance et environnement
Cornélie Barbe Hyacinthe Jacquemart, dite ensuite « Nélie Jacquemart », naît le 25 juillet 1841 dans le 3e arrondissement de Paris. Ses parents, Joseph Jacquemart et Marie Hyacinthe Rivoiret, sont originaires du département de la Meurthe. Son père a été un « relais » local d'Alphée Bourdon de Vatry pour son élection à la députation en 1835. Venus à Paris dans son sillage, ils sont « employés ».
Sa protectrice, madame de Vatry également connue sous son nom de jeune femme Paméla Hainguerlot (1802-1881), et son mari, Alphée Bourdon de Vatry (1793-1871), agent de change et député sous la monarchie de Juillet, deviennent propriétaires le 2 juin 1850 du domaine de Chaalis, qui est transformé en résidence de chasse. La jeune enfant s'y rend souvent, notamment pour de longs séjours durant la belle saison. Le domaine est alors un lieu de rencontre du fait des importants réaménagements et restaurations entrepris parce qu'il devient un pavillon de chasse, mais aussi parce que madame de Vatry y organise des réceptions. C'est sans doute à son initiative que la jeune Nélie est encouragée à développer ses aptitudes au dessin.

### Apprentissage de la peinture

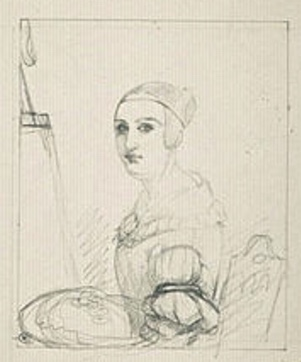
Léon Cogniet, ', vers 1860, dessin, Paris, musée du Louvre.

Toujours protégée par madame de Vatry, Nélie Jacquemart entreprend réellement l'étude de la peinture en devenant élève de l'« atelier des femmes » du peintre Léon Cogniet. Celui-ci, professeur aux Beaux-Arts de Paris, école dont l'accès est interdit aux femmes jusqu'en 1897, passe une à deux fois par semaine dans cet atelier privé qui est tenu d'abord par sa sœur Marie-Amélie Cogniet (1798-1869), puis par une de ses élèves qu'il épouse en 1865 : Caroline Thévenin (1813-1892). Les élèves font notamment des copies de peintures (d'après gravures ou des œuvres de Cogniet) et des moulages antiques, mais le nu d'après modèles vivants reste interdit aux femmes.

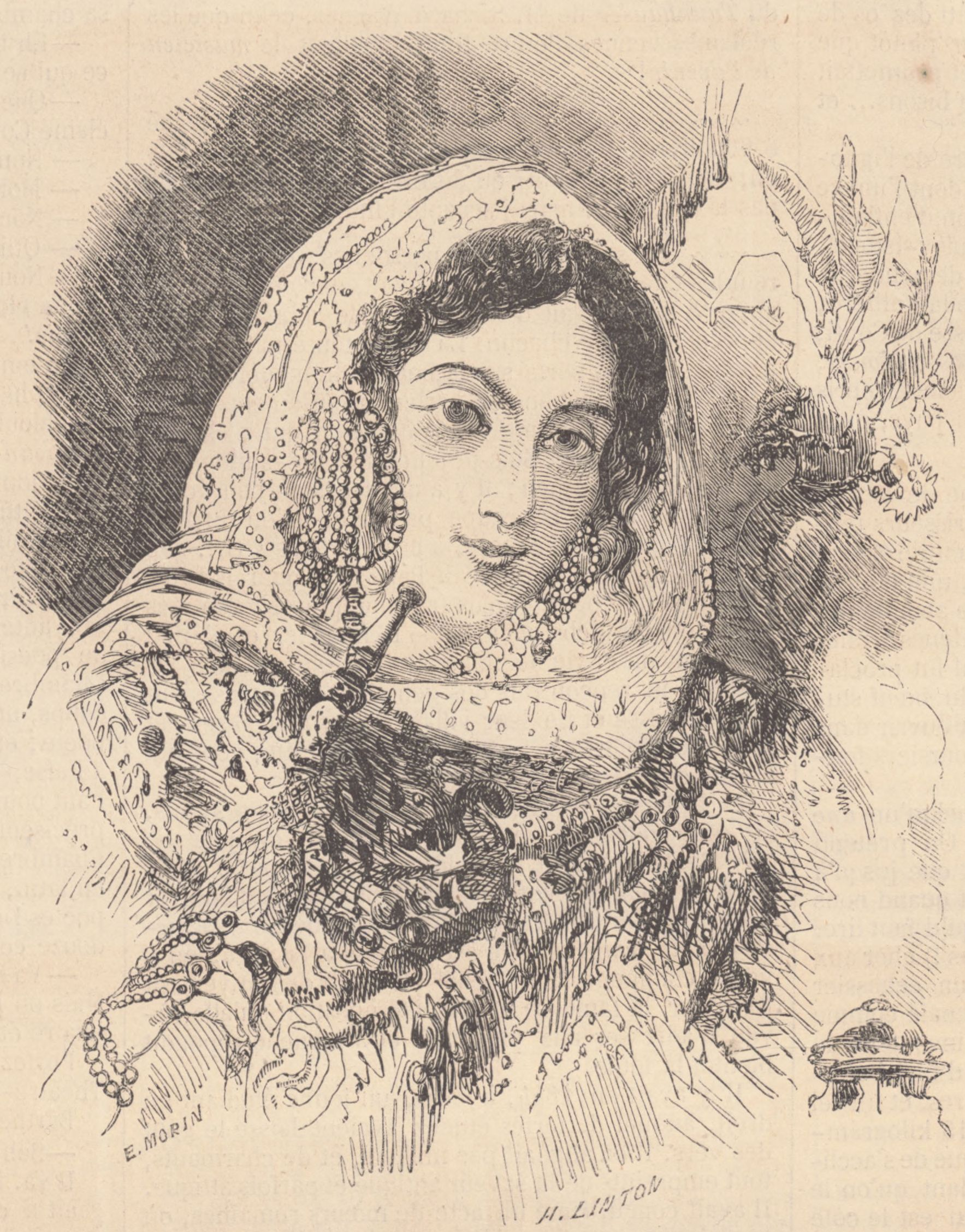
Malka Kachwar (Le Monde illustré du 5 février 1858).

En janvier 1858 à Paris, a lieu en grande pompe l'enterrement de Malka Kachwar, reine d'Oude, au cimetière du Père-Lachaise. Nélie Jacquemart, qui accompagne Léon Cogniet, réalise de nombreux croquis des personnages présents. Aristide Merille du journal L'Illustration fait réaliser des lithographies par d'Évremond de Bérard et Jules Worms d'après ses croquis. Le 6 février, l'article sur « Les funérailles de la reine d'Oude », accompagné d'une double page centrale illustrée de dix lithographies avec pour certaines l'attribution « d'après les croquis de Mlle Nélie Jacquemard », est publié dans le journal,.
Au mois de mai 1860, c'est une toile intitulée Paysage vu des environs de Naples qui est accrochée à la « petite exposition de Versailles ». Ces œuvres montrées au public et quelques autres envoyées au Salon, semblent montrer l'intérêt que lui porte son maître, Léon Cogniet, qui va également réaliser un dessin, à la mine de plomb, de son élève, intitulé Jeune Femme assise devant son chevalet la palette à la main, et précisant qu'il s'agit de Mlle Jacquemart.
Pour le Salon de 1863, elle envoie deux toiles, de facture académique, représentant des scènes de genre, intitulées Le Père des Orphelins et Molière chez le barbier Gély, à Pézénas.

### Artiste peintre

#### Jeune peintre de genre et de portrait

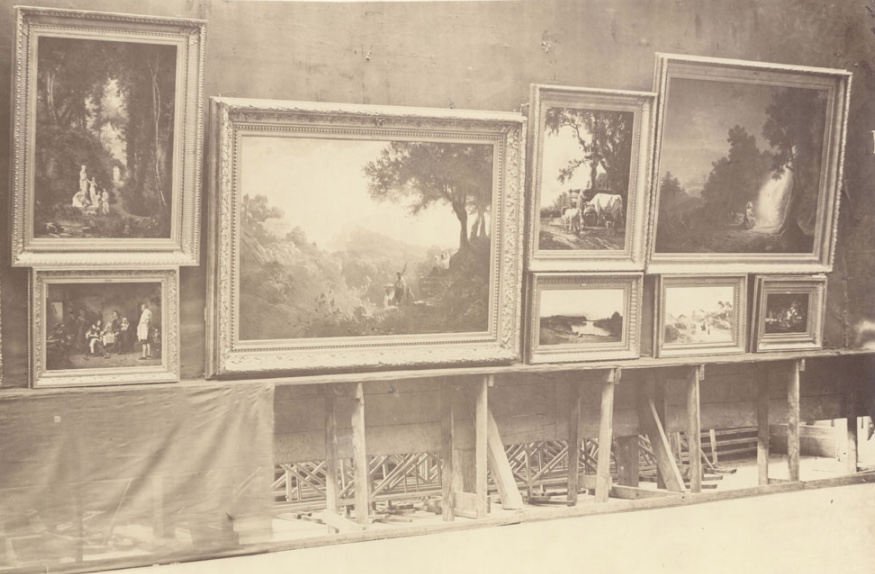
Un mur du Salon de 1866 avec à gauche en bas le tableau Le Cabaret de la Pomme de Pin de Nélie Jacquemart,.

Cette année 1863, Nélie Jacquemart a 22 ans. Une polémique secoue le milieu de l'art. Le jury du Salon officiel refuse 3000 tableaux sur les 5000 envoyés. Les envois de Nélie Jacquemart sont acceptés et le plus grand de ses deux tableaux, celui nommé Molière chez le barbier Gely, à Pézenas est présenté par L'Exposition, le journal du salon de 1863. L'auteur de l'article apprécie l'œuvre tout en jugeant le sujet difficile pour une jeune artiste qui manque encore de technique mais qui compense avec « le discernement, la vérité d'observation, l'entente de la composition, et la franchise d'attitudes de geste, de mimique, en un mot, le sentiment de bonne comédie, juste et mesurée ». À la suite du Salon, Nélie Jacquemart est chargée par le préfet de la Seine d'une commande pour l'église de Suresnes et son Molière est acheté lors de l'exposition de Bordeaux.

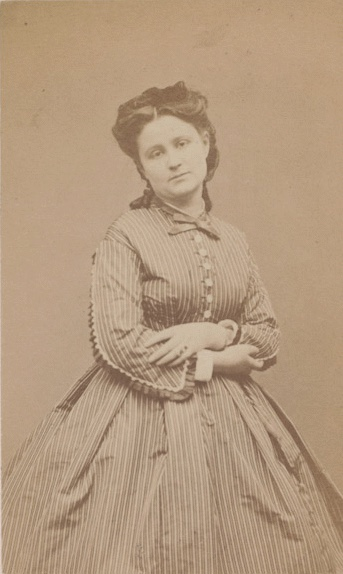
Nélie Jacquemart photographiée par Étienne Carjat vers 1865, Paris, musée d'Orsay).

Au salon de 1865, elle accroche deux portraits, dénommés : M. L. J… et M. J. W…. Le 10 juillet, Émile Renault écrit à Théophile Gautier pour lui transmettre une demande : « M. de Vatry me charge de te demander trois lignes de ta plume d'or pour mademoiselle Nélie Jacquemart, qui a exposé cette année deux bons portraits, l'un de Jourdan du Siècle, et l'autre d'un M. X. Cette jeune artiste est intéressante, elle travaille beaucoup : elle est professeur de dessin dans une école municipale et la ville lui a commandé plusieurs tableaux, dont l'un destiné à l'église de Suresnes, est très bien fait, à ce que dit M. de Vatry. Si tu veux encourager une très honorable et vaillante artiste et faire un vrai plaisir au plus accompli gentleman qui soit au monde, écris au bas de ton prochain "Salon" les trois lignes demandées. Pour ma part, je te serais fort obligé si je puis montrer à M. de Vatry que ma mission a réussi. ».
Pour le salon de 1866, elle envoie deux toiles de genre, qui sont acceptées, dont une scène biblique Jésus et les disciples d'Emmaüs, et Le Cabaret de la Pomme de Pin, dont la notice est « Molière lisant une scène des Femmes savantes à Corneille et Boileau ». Cette toile est achetée par l'État et mise en dépôt dans l'appartement du vicomte César Arthaud de La Ferrières (1804-1881), premier chambellan, au palais des Tuileries (plus tard, elle a disparu ou a été détruite dans l'incendie). Cette même année elle reçoit également des commandes, comme celle de deux toiles pour la chapelle de la Vierge dans l'église Notre-Dame de Clignancourt.

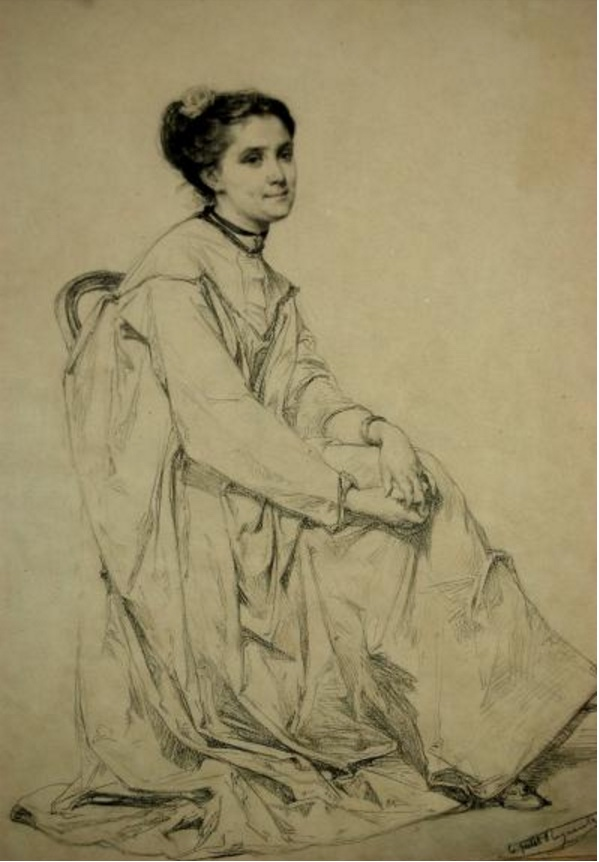
Henri Regnault, Nélie Jacquemart à Rome, 1866, abbaye de Chaalis.

Au début de l'année 1867, Nélie Jacquemart a 25 ans, lorsqu'elle part pour un séjour de plusieurs mois en Italie, à Rome. Elle va étudier dans l'atelier d'Ernest Hébert, qui est le directeur de l'Académie de France. En mai, à la « villa Pamphile » elle rencontre Geneviève Bréton,, jeune bourgeoise de 18 ans dont les parents sont liés professionnellement et familialement à Louis Hachette, qui ayant apprécié ses portraits exposés au Salon lui en parle « avec admiration ». La jeune fille qui rêve d'être artiste revient la voir au travail dans l'atelier d'Hébert à la villa Médicis ; Nélie Jacquemart, qui fait une étude sur modèle vivant, une vieille italienne, continue à travailler tout en échangeant longuement « de Rome, de Paris, de tout ». La jeune fille remarque qu'en sortant de l'atelier, Nélie Jacquemart met « d'horribles lunettes bleues ».
De retour à Paris, Nélie Jacquemart présente de nouveau des portraits au Salon de 1867, ceux de M. L. F. et du Fils de madame F. et livre une toile, haute de 1,95 mètre pour 1,25 m de large, commande pour la chapelle située à gauche de la sacristie dans l'église Saint-Jacques-du-Haut-Pas. Elle représente « Saint Eugène, debout, robe de moine avec capuchon blanc : pieds nus, et la main gauche soutenant la crosse ».
Devenue une amie intime de Geneviève Bréton, qui l'appelle « Nel », elle fréquente son groupe d'amis qui comprend Albert Duruy, fils du ministre Victor Duruy. Ils réussissent à convaincre le ministre de poser pour Nélie qui réalise son portrait en ce début de l'année 1868. Néanmoins Nélie Jacquemart semble douter au point d'en faire part à Geneviève, qui inscrit dans son journal à la date du 27 février 1867 : « La destinée a mauvais caractère ; Nel n'a qu'une idée : le mariage, elle en oublie son art, sa réputation et son talent pour ne rêver que d'un coin de feu peuplé d'enfants et un honnête homme tendre. Voilà le programme auquel se sont réduites ses chimères ».

#### Deux médailles au Salon (1868 et 1869)
Ces confidences à une amie ne l'empêche pas de continuer son travail, elle peint les portraits de Benoît Champy, président du tribunal civil de la Seine, et de Geneviève Bréton. Ces deux toiles sont exposées au Salon de 1868, celui de la jeune Bréton restant anonyme en étant intitulé Portrait de Mlle G. B.. Cet accrochage est un véritable succès public qui lui vaut une médaille du Salon, qu'elle reçoit lors de la cérémonie des remises, mais également, de bonnes critiques de la presse comme celle du journal La Liberté : « Cette jeune fille inconnue hier, presque célèbre aujourd'hui, vient de sortir avec éclat de ce pensionnat de la peinture où les femmes restent ordinairement confinées. On peut dire qu'elle a revêtu la robe virile du talent » et un franc succès chez ses amis et relations. Plus proche du sujet, le critique d'art Marius Chaumelin écrit : « Un portrait non moins séduisant, est celui de Mlle G. B., par Mlle Nélie Jacquemart : […] le modèle est une blonde jeune fille, d'un type original et charmant ; elle est debout et se dirige vers le fond, en retournant vers nous son gracieux visage ; de petites boucles de cheveux, légères et soyeuses, folâtrent autour du front et de la nuque. L'exécution, souple et moelleuse dans cette peinture, acquiert plus de fermeté et de relief dans le portrait que Mlle Jacquemart a fait de M. Benoit Champy, en costume de président. Il est assez rare de trouver une femme peintre qui ait autant de fermeté et de sûreté dans la main, que Mlle Jacquemart ». Elle obtient pour la première fois la médaille du Salon, ce qui l'exempte du passage par la sélection du jury pour les prochains Salons (article 23 du règlement). Cette réussite a également son corollaire en « insinuations perfides et ragots » qui mènent certains à voir dans l'artiste et son modèle « un couple de lesbiennes » ce qui conforte madame Bréton, mère de Geneviève, qui juge que Nélie Jacquemart « n'est pas comme tout le monde, elle manque de tenue, elle est trop artiste ». Mise au courant, Geneviève s'indigne : « qu'un monde perverti souille d'un doute l'amitié pure d'un jeune homme avec une jeune fille, ce serait infâme mais je comprendrais. Mais de Nel et de moi ! ».
C'est l'année suivante, en 1869, qu'elle présente au Salon son portrait de Victor Duruy, accompagné par le portrait de Mme G…, et par ceux des petites filles de la baronne Gaston de M. et du fils du baron Gaston de M., ce dernier étant un dessin à la mine de plomb. C'est celui de Victor Duruy qui est salué par l'ensemble des critiques. Pour Marius Chaumelin, il « obtient un grand et légitime succès […] on hésitera à atténuer par des critiques, même les plus légères, les éloges dus à une artiste qui entre si vaillamment dans la carrière ». Par contre ce critique apprécie moins le portrait de Mme G., « la pose est originale, la physionomie parlante ; mais le corps, enveloppé d'une robe de velours noir, s'aplatit trop sur le fond qui est de couleur sombre ». Pour la deuxième fois elle obtient la médaille du Salon,.

#### Affirmation comme portraitiste: médaille au salon 1870

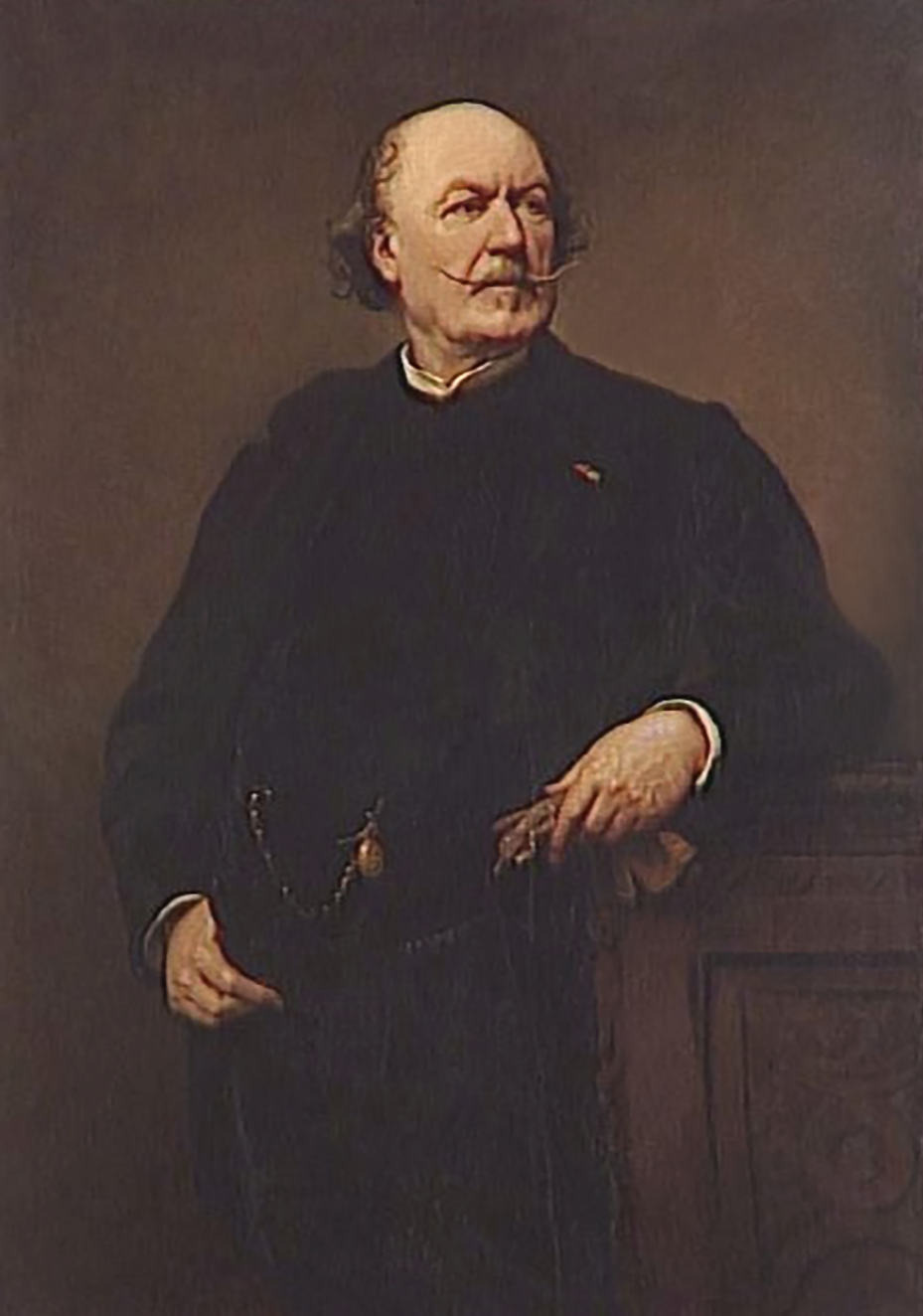
Nélie Jacquemart, Le Maréchal Canrobert, 1870, palais de Compiègne.

En 1870, Nélie Jacquemart, qui habite au 19, rue de Laval (actuelle rue Victor-Massé), récidive au Salon, ouvert le 1er mai au palais des Champs-Élysées, avec deux portraits : La Baronne Gaston de M. et Le Maréchal Canrobert. Les deux toiles remportent un succès qui n'est pas terni par l'importance de ceux des deux dernières années. Le critique Marius Chaumelin écrit : « Mlle Jacquemart a fait preuve d'un très grand sentiment artistique en donnant du caractère, de l'accent et presque de la noblesse à la tête du maréchal ; elle l'a flattée, tout en la faisant ressemblante : sur des traits qui n'ont assurément rien d'épique, elle a fait rayonner un air hautain et martial, l'air du commandement de la bravoure. […] Pleine de virilité lorsqu'elle peint un portrait d'homme Mlle Jacquemart sait faire preuve de distinction et de délicatesse, quand son modèle est une femme. […] Il y a au Salon tout un bataillon d'habiles portraitistes féminins, dont Mlle Jacquemart sera, si l'on veut, la maréchale ». Le résultat est qu'une médaille est de nouveau attribuée à Nélie Jacquemart, ce qui, suivant le règlement du Salon : « Art. 27 - Nul artiste ne pourra obtenir la médaille plus de trois fois en chaque section. Seront considérés comme hors de concours, pour les médailles, les artistes qui ont obtenu […] la médaille nouvelle trois fois répétée ».

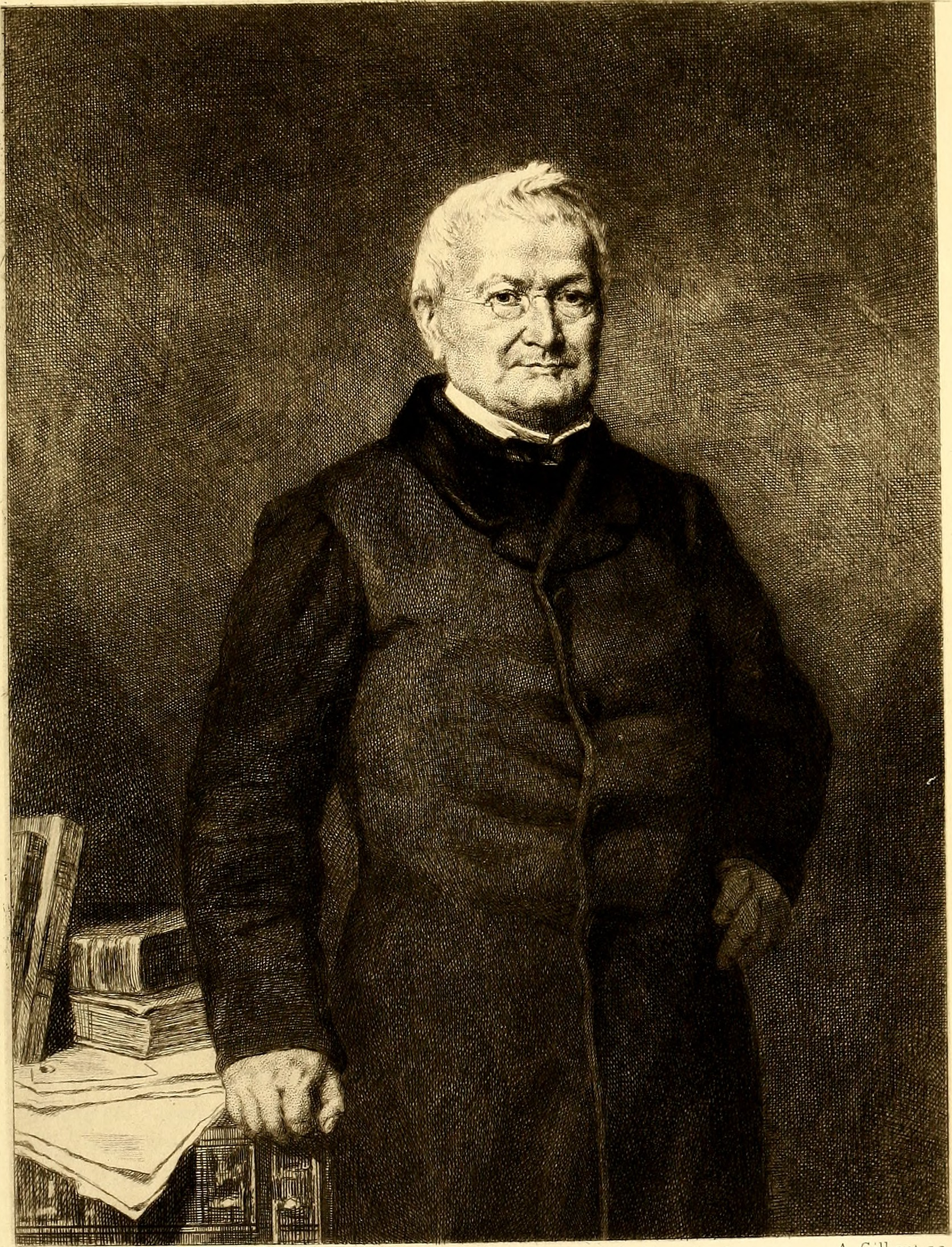
M. A. Gilbert, Adolphe Thiers, gravure d'après l'œuvre de Nélie Jacquemart exposée au Salon de 1870.

Dans le Journal officiel de l'Empire français, le 2 août, un article de Théophile Gautier est consacré aux portraitistes : « Avec le portrait de M. Duruy, Mlle Nélie Jacquemart avait obtenu un de ces succès qui, remportés au début d'une carrière, nuisent quelquefois à l'artiste au lieu de le servir. Il est si commode, tout en ayant l'air équitable, d'éreinter le second ouvrage avec le premier et de créer un antagonisme entre le passé et le présent de l'auteur ou du peintre, de façon à le détruire par lui-même. Ce malheur n'est pas arrivé à Mlle Nélie Jacquemart, pour laquelle nous craignons que le remarquable portrait de M. le ministre de l'instruction publique (il l'était alors) ne devint ce qu'on appelle en argot d'atelier une scie. Son portrait du maréchal est très-beau et très-ressemblant. Le maréchal, vêtu en bourgeois, est représenté debout, le pouce de la main droite entré dans la poche de son pantalon, la main gauche tenant des gants, le bras appuyé sur un bahut de chêne ; la tête est portée haute, un peu renversée en arrière, par habitude martiale. C'est une peinture énergique et solide, telle que peu d'hommes seraient en état de la faire. Mlle Nélie Jacquemart a exposé aussi un gracieux portrait de femme, celui de Mme la baronne Gaston de M… La baronne, habillée de brun rouge, décolletée, le corps de profil et la tête tournée vers le spectateur, appuie la main gauche sur une console où sont un éventail et des gants. L'artiste a rendu avec beaucoup de charme cette physionomie fine et spirituelle, encadrée de cheveux châtains ». Nélie Jacquemart lui répond dans les jours qui suivent par cette lettre : « Monsieur, vous me donnez le droit de vous dire combien je suis fière et heureuse que mes deux portraits du Salon aient pu être remarqués par vous d'une façon bienveillante. Je sens que j'ai de bien grands efforts à faire et les encouragements que vous avez la bonté de me donner m'aident beaucoup. Croyez, Monsieur, à ma reconnaissance qui est profonde. » signée « N. Jacquemart ».

#### Une artiste qui vit de sa peinture

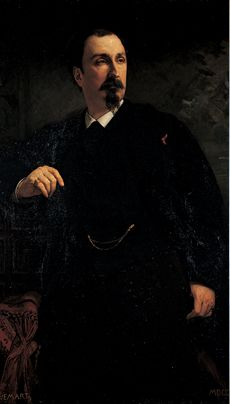
Nélie Jacquemart, Édouard André, 1872, Paris, musée Jacquemart-André.

Lors de cet échange, l'« année terrible », comme le dira Victor Hugo, a déjà commencé, par ce que l'on appelle la Guerre de 1870 qui a débuté le 19 juillet. Elle se poursuit avec la défaite de Sedan puis le siège de Paris, par l'armée allemande, qui se termine avec la signature de l'armistice en janvier 1871. Le château de Stains est détruit par des bombardements. Il appartenait à madame de Vatry, qui en avait hérité en 1840, à la mort de son père. Par ailleurs, Henri Regnault, engagé volontaire, est mort dans les combats pour la défense de la ville.
En 1870, Nélie Jacquemart vit pleinement de son art. Elle enseigne le dessin dans une école de Paris. Elle reçoit des commandes publiques pour les églises. Elle est reconnue pour ses portraits. Les portraits de Benoît Champy en 1868, de Victor Duruy en 1869, du Maréchal de Canrobert en 1870 lui valent trois médailles au Salon. En 1872, elle réalise le portrait d'Adolphe Thiers et celui d'Édouard André. Celui-ci est une personnalité de la vie mondaine parisienne, héritier unique d'une famille de banquiers et propriétaire de la Gazette des beaux-arts.

### La collectionneuse
Le 29 juin 1881, neuf ans après avoir peint son portrait et sans que rien prouve une relation avec lui, Nélie Jacquemart épouse Édouard André, alors malade. Le contrat de mariage voulu par la famille d'Édouard André impose une séparation totale des biens. Ce mariage défavorable permet à Nélie Jacquemart, issue d'un milieu populaire, d'accéder à la bourgeoisie et d'en faire partie. Elle modifie son mode de vie, abandonne complètement la peinture pour organiser réceptions et concerts mondains.
La collection de Nélie Jacquemart composée d'objets, de livres et tableaux anciens est connue par l'inventaire dressé avant mariage. Elle n'a pas de lien avec celle d'Édouard André qu'il a commencé dans les années 1860. Petit à petit les collections des deux époux fusionnent pour n'en former qu'une seule. C'est à ce moment-là que Nélie Jacquemart adopte le nom de Jacquemart-André.
Pour acquérir des œuvres et des objets rares, le couple voyage en Europe, mais aussi en Égypte, à Constantinople. Intéressé particulièrement par l'art italien de la Renaissance , il acquiert en tout 207 sculptures, 97 tableaux. Collectionner devient une passion. C'est ainsi que le couple achète les fresques peintes par Tiepolo en 1745, du palais Contarini-Pisani situé près de Padoue. Cette vente soulève l'indignation et la presse demande l'interdiction de sortie de territoire. Les fresques arrivent néanmoins, à Paris, et sont installées dans l'escalier d'honneur de l'hôtel parisien. Cet hôtel particulier a été construit entre 1868 et 1874, en retrait du boulevard Haussmann à Paris.
À la mort d'Édouard André le 16 juillet 1894, Nélie Jacquemart dévoile un testament olographe qui fait d'elle l'héritière unique de la fortune de son mari. La famille d'Édouard André conteste ce testament. Nélie Jacquemart gagne le procès. Elle reprend la collection et l'étend à de nouveaux domaines, comme les médailles et la peinture anglaise.
En 1902, Nélie Jacquemart décide de découvrir l'Asie. À son arrivée en Inde, elle apprend qu'une partie du domaine d'Ermenonville a été mise en vente, dont l'abbaye de Chaalis. En juillet de la même année, elle rachète aux héritiers de madame de Vatry, le domaine de Chaalis où elle a passé son enfance, et elle y installe une partie de sa collection. Elle commande un monument funéraire la représentant en peintre, palette à la main, activité qu'elle a abandonnée depuis 30 ans.

### Mort
Nélie Jacquemart meurt à Paris le 15 mai 1912,, dans son hôtel du 158 boulevard Haussmann. Ses obsèques ont lieu le samedi 18 à l'église Saint-Philippe-du-Roule.
Elle est inhumée dans la chapelle de Chaalis, décorée de fresques dues au Primatice. Comme convenu avec son mari, et comme l'avait fait le duc d'Aumale — qui la reçut à Chantilly, selon le témoignage d'Edmond de Goncourt — elle lègue tous ses biens à l'Institut de France. Un an plus tard, les deux musées Jacquemart-André, parisien et de Chaalis, ouvrent au public.
Dans celui de Paris, sont exposés son buste, sur la cheminée du « salon de thé », et son autoportrait. Dans celui de Chaalis sa sépulture dans la chapelle, avec son gisant en bronze la représentant allongée, appuyée sur le coude, et une palette et des pinceaux à la main.

Musées Jacquemart-André
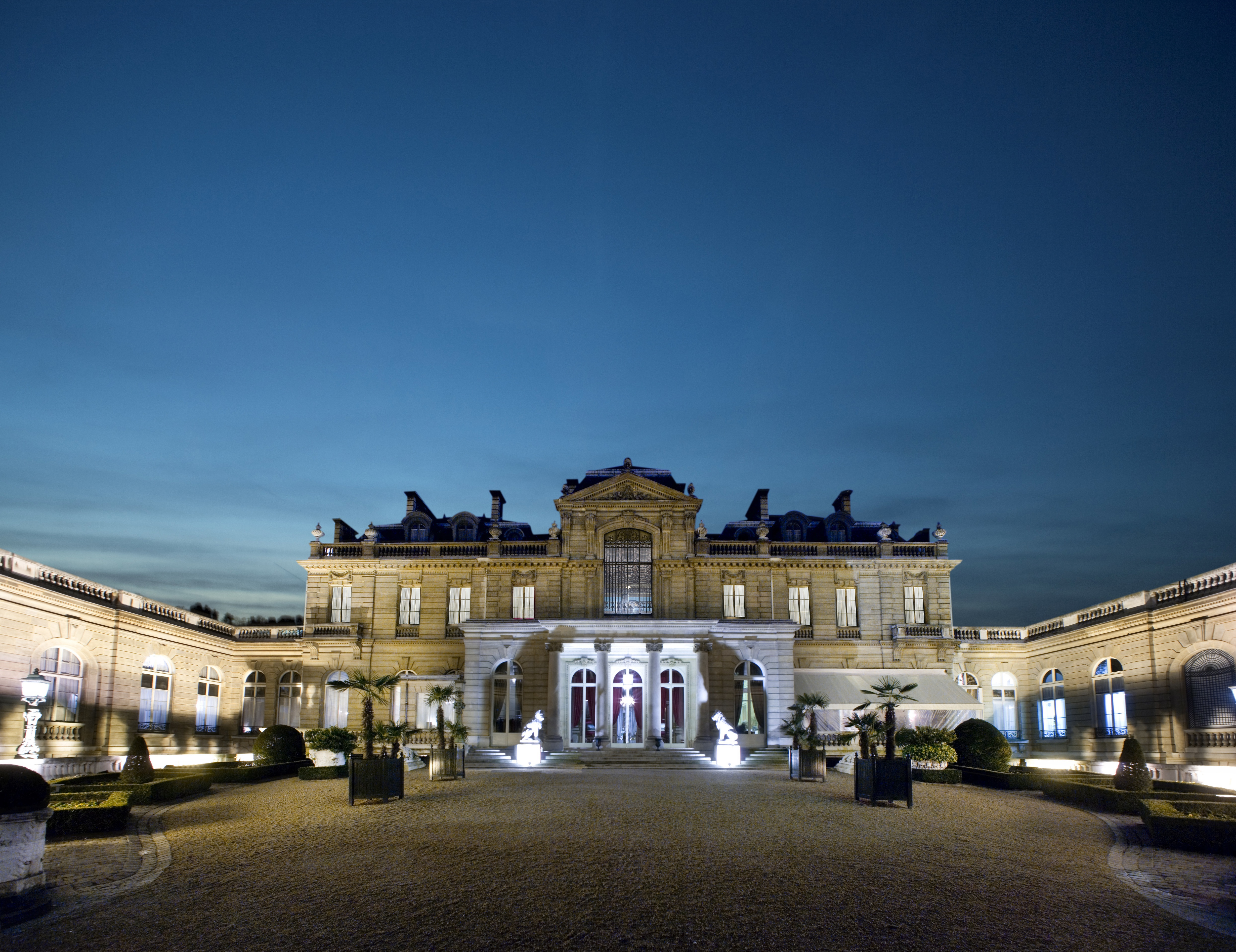
Paris.
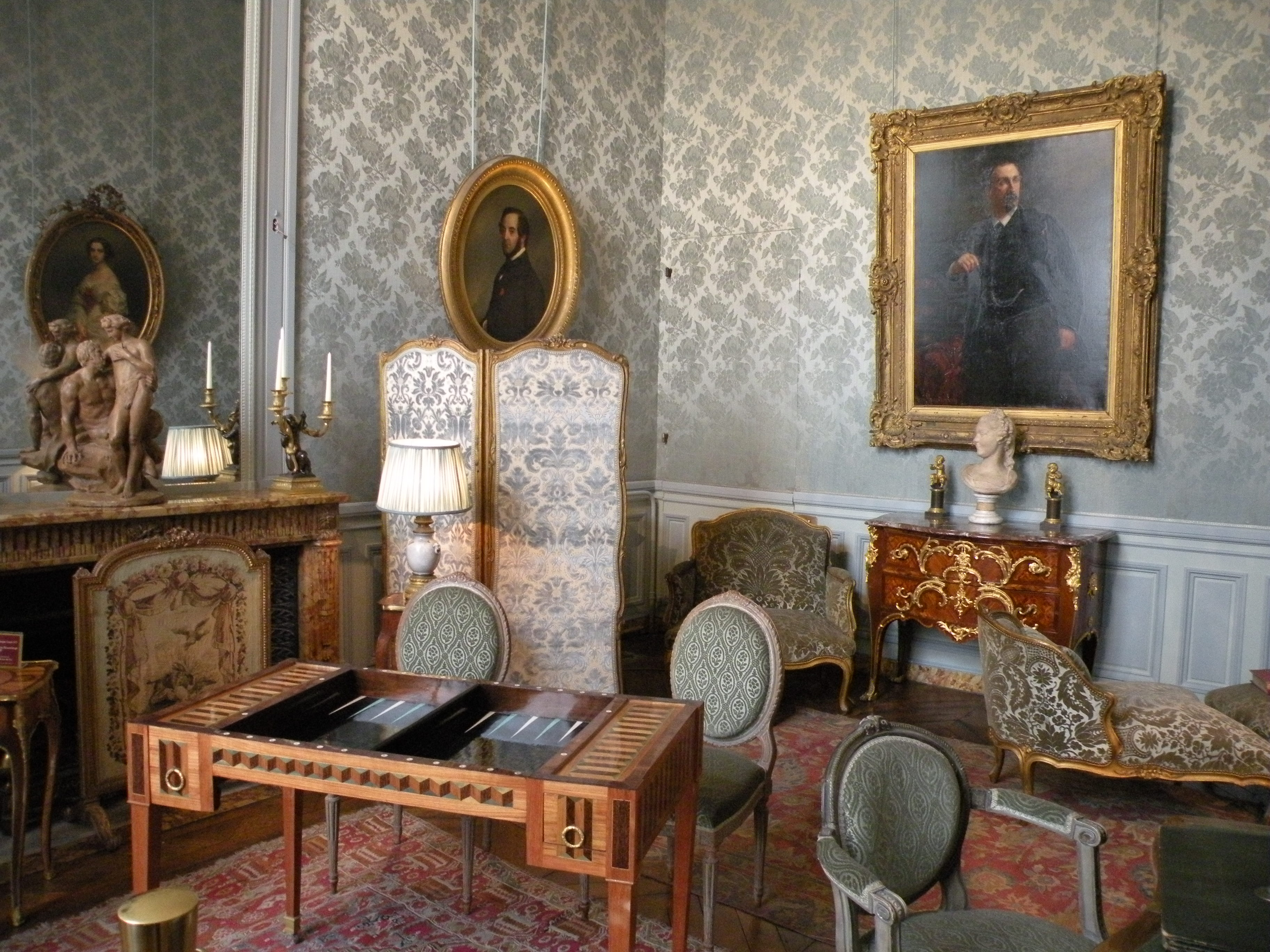
Paris.
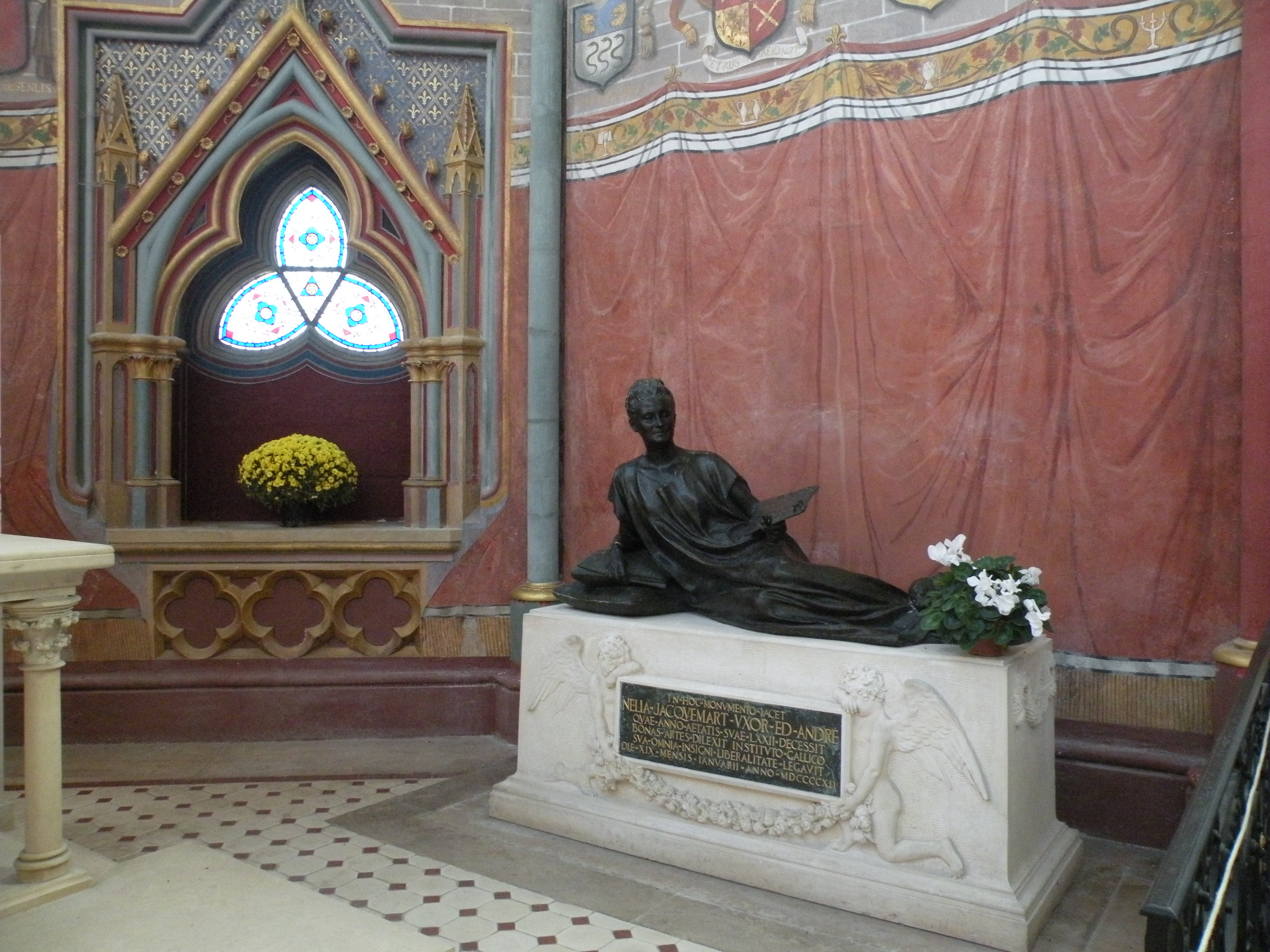
Sépulture de Nélie Jacquemart, abbaye de Chaalis.